# Зварика, Иосиф Иванович
Иосиф Иванович Зварика (бел. Іосіф Іванавіч Зварыка; 1915 — 10 сентября 1944) — советский разведчик во время Великой Отечественной войны, член разведывательно-диверсионной группы «Джек» под позывным «Морж».

## Биография
Родился в деревне Дягильно, в Рудицкой волости Минского уезда, ныне Дзержинский район Минской области Белоруссии. Отец погиб. Образование: четыре класса сельской школы. Работал плотником, а затем десятником на одном из предприятий города Ломжа Белостокской области Беларуси (ныне — территория Польши), где его застало начало войны.
С 10 декабря 1942 года — боец ряда партизанских формирований, подчинённых Белорусскому штабу партизанского движения, в том числе отряда имени Котовского и бригады имени Ворошилова. 3 мая 1943 — 15 июля 1944 гг. — боец специальной диверсионно-разведывательной группы Разведуправления штаба Западного и 3-го Белорусского фронтов «Чайка» профессионального военного разведчика капитана Михаила Ильича Минакова, которая, начиная с августа 1942 года, действовала на оккупированной территории Минской области.
В 20-х числах 1944 года из города Дзержинска — районного центра Минской области, где разведгруппа «Чайка» в связи с завершающемся освобождением Беларуси закончила свой боевой путь и была расформирована, Зварика вместе с боевыми товарищами Павлом Крылатых, Наполеоном Ридевским, Геннадием Юшкевичем и Владимиром Михалевичем был отозван в Смоленск, в аппарат Разведуправления 3-го Белорусского фронта, где уже 25 июля получил новое назначение — на должность разведчика специальной диверсионно-разведывательной группы «Джек». Погиб в ночь с 10 на 11 сентября 1944 года в бою у восточнопрусского населённого пункта Аугстагиррен (ныне — посёлок Сосновка Полесского района).

## Память
- Книга Наполеона Ридевского «Парашюты на деревьях» издана в 1969 году.
- Фильм «Парашюты на деревьях» снят в 1973 году.
- Памятник Зварике на месте гибели в 3,5 км восточнее поселка Сосновка Полесского района Калининградской области. Установлен в 1983 году[2][3].
- Книга «Увидеть Пруссию и… умереть: легендарная разведгруппа „Джек“» Геннадия Юшкевича, Издательский Дом Калининградская Правда, 2005 год.